# آنتونی پلنا
آنتونی پلنا (انگلیسی: Tony Plana؛ زادهٔ ۱۹ آوریل ۱۹۵۲) یک هنرپیشه اهل کوبا است.
از فیلم‌ها یا برنامه‌های تلویزیونی که وی در آن نقش داشته است می‌توان به بتی بی‌ریخته، نصفه گذشته از مرگ، درد و دستیابی، ترس کهن، سالوادور، بهترین زمان، یک هشت هفت، رنج و گنج، سه رفیق، یک قدم تا جهنم، ناپدید شدن گارسیا لورسا، سایه یک شک، کت و شلوار بستنی شگفت‌انگیز و یک پلیس خوب اشاره کرد.